# Kirk Walker
Kirk Walker amerikai softballedző, 2023-tól a UCLA Bruins munkatársa.

## Pályafutása
1984-től 11 éven át volt a UCLA Bruins helyettese; csapatai hat Women’s College World Seriest nyertek meg (1984, 1985, 1988, 1989, 1990, 1992).
Az 1995-ös szezonban az Oregon State Beavers softballcsapatának vezetőedzője lett. 1997-ben érték el addigi legtöbb, 47 győzelmüket és először kijutottak az NCAA bajnokságára. A szezont követően Walkert a Pacific-10 Conference év edzőjének és a Speedline regionális év társedzőjének választották. A 2005-ös konferenciagyőzelmükkel az egyetem történetének első női csapataként automatikusan továbbjutottak az NCAA bajnokságára. 2009. március 10-én Walker elérte ötszázadik győzelmét. Ő a softballcsapat legtöbb győzelmet elérő edzője, eredménye 594–490–3. 2012. augusztus 7-én lemondott és visszatért a Bruinshez. 2022. augusztus 12-én társult vezetőedzővé léptették elő.
2019. november 18-án a National Pro Fastpitch-beli California Commotion vezetőedzője és igazgatóhelyettese lett. A csapat a 2020-as és 2021-es szezonok megszakítása miatt soha nem játszott, az NPF-et pedig a bevételek hiánya miatt 2021. augusztus 1-jén megszüntették.

## Családja
Ő az NCAA I-es divíziójának első nyíltan meleg edzője. Párjával, Randy Baltimore-ral 2005-ben örökbe fogadtak egy Eva nevű lányt.

## Eredményei vezetőedzőként
| Év                                                  | Eredmény                                            | Eredmény                                            | Helyezés                                            | Továbbjutás                                         |
| Év                                                  | Összesített                                         | Konferencia                                         | Helyezés                                            | Továbbjutás                                         |
| Oregon State Beavers (Pacific-10/Pac-12 Conference) | Oregon State Beavers (Pacific-10/Pac-12 Conference) | Oregon State Beavers (Pacific-10/Pac-12 Conference) | Oregon State Beavers (Pacific-10/Pac-12 Conference) | Oregon State Beavers (Pacific-10/Pac-12 Conference) |
| --------------------------------------------------- | --------------------------------------------------- | --------------------------------------------------- | --------------------------------------------------- | --------------------------------------------------- |
| 1995                                                | 13–41                                               | 4–24                                                | 7.                                                  | –                                                   |
| 1996                                                | 15–35                                               | 3–22                                                | 8.                                                  | –                                                   |
| 1997                                                | 29–34–1                                             | 6–21                                                | 8.                                                  | –                                                   |
| 1998                                                | 27–28                                               | 8–20                                                | 8.                                                  |                                                     |
| 1999                                                | 47–25                                               | 14–14                                               | 4.                                                  | NCAA regionális bajnokság                           |
| 2000                                                | 40–21–1                                             | 7–13                                                | 6.                                                  | NCAA regionális bajnokság                           |
| 2001                                                | 44–24                                               | 10–10                                               | 5.                                                  | NCAA regionális bajnokság                           |
| 2002                                                | 40–25                                               | 7–14                                                | 7.                                                  | NCAA regionális bajnokság                           |
| 2003                                                | 36–31                                               | 5–16                                                | 8.                                                  | NCAA regionális bajnokság                           |
| 2004                                                | 44–28                                               | 4–17.                                               | 7.                                                  | NCAA regionális bajnokság                           |
| 2005                                                | 43–16                                               | 13–8                                                | 3.                                                  | NCAA regionális bajnokság                           |
| 2006                                                | 43–16                                               | 10–10                                               | 5.                                                  | Women’s College World Series                        |
| 2007                                                | 41–23                                               | 10–11                                               | 5.                                                  | NCAA regionális bajnokság                           |
| 2008                                                | 28–31                                               | 6–15                                                | 7.                                                  | –                                                   |
| 2009                                                | 25–30                                               | 4–17                                                | 7.                                                  | –                                                   |
| 2010                                                | 24–31                                               | 4–17                                                | 8.                                                  | –                                                   |
| 2011                                                | 19–28                                               | 2–19                                                | 8.                                                  | –                                                   |
| 2012                                                | 36–23                                               | 9–14                                                | 6.                                                  | NCAA regionális bajnokság                           |
| Összesen:                                           | 594–490–3 (.548)                                    | 126–282 (.309)                                      | –                                                   | –                                                   |
| Jelmagyarázat: Konferenciaszezon-bajnok             |                                                     |                                                     |                                                     |                                                     |

## Fordítás
- Ez a szócikk részben vagy egészben  a   Kirk Walker című angol Wikipédia-szócikk ezen változatának fordításán alapul.  Az eredeti cikk szerkesztőit annak laptörténete sorolja fel. Ez a jelzés csupán a megfogalmazás eredetét és a szerzői jogokat jelzi, nem szolgál a cikkben szereplő információk forrásmegjelöléseként.